# Caecilia marcusi
Caecilia marcusi es una especie de anfibios de la familia Caeciliidae.
Es endémica de Bolivia.
Sus hábitats naturales incluyen bosques tropicales o subtropicales húmedos y a baja altitud, plantaciones, jardines rurales y zonas previamente boscosas ahora muy degradadas.
Está en peligro de extinción debido a la destrucción de su hábitat.